# 알탄 칸 (할하부)

1636년의 알탄 칸의 영역

알탄 칸(阿拉坦汗) 혹은 알탄 칸 왕조(阿拉坦汗王朝)는 1606년~1691년 몽골 할하 북서부 우부스 호와 데르거 모른 일대의 코토고이드부를 다스리던 역대 칸의 칭호이다. 코토고이드부의 역대 지도자들은 칸, 카안 대신 콩타이지(渾台吉)라는 직책을 자칭하였다. 할하의 알탄 칸, 코토코이드칸부로도 부른다. 한자로는 투메드부의 지도자 알탄 칸(俺答汗)과는 다르게 번역한다. 1606년 자사그투칸부에서 자립, 1691년까지 기록에 등장한다.
자사그투칸부의 라이쿠루 칸이 오이라트를 통제하고자 1606년 자사그투칸부의 북쪽 영지와 코토고이드부를 슈루이 우바시 콩타이지에게 콩타이지직책을 부여하고 맡겼다. 그러나 알탄 칸부의 콩타이지는 후일 자사그투칸부와 갈등하게 된다. 1691년 청나라에 복속되어 사라졌으며, 3대 알탄 칸 에린친 롭상 콩타이지는 1697년까지 코토고이드부를 다스렸다. 1682년 에린친 롭상 콩타이지는 자사그투칸부와 갈등하다가 축출됐으나, 준가르 칸국과 청나라의 도움으로 복귀하지만 다시 자사그투칸부에 체포된다. 그의 후계자이자 동생인 센자브가 계승하였으나 1703년 사망하면서 단절되었다.

## 역대 알탄 칸
- 우바시 콩타이지(슈루이 우바사 콩타이지) : 1606 ~ 1623, 다얀 카안의 아들 게레센지(할하부의 선조)의 증손, 아시카이(자사그투칸부의 시조)의 손자.
- 바드마 에르데니 콩타이지(루브장 또는 린첸 사이안 콩타이지) : 1623 ~ 1652
- 에린친 롭상 콩타이지 : 1652/1658 ~ 1691
- 겐둔 다이칭 콩타이지 : 1691 ~ 1697

## 같이 보기
- 코토고이드부